# Avenija Dubrovnik
Avenija Dubrovnik je avenija koja se nalazi u dijelu Zagreba, koji se zove Novi Zagreb. Uglavnom je široka šest ili osam traka kod raskrižja. Izgrađena je sredinom 1950-ih, proteže se 4 kilometra između kružnog toka koji se nalazi ispod južnog produžetka Mosta mladosti na istoku, što je sjeverni dio Sarajevske ceste i Remetinečkog rotora na zapadu Novog Zagreba. Njezinim središtem vodi tramvajska pruga. Najvažnija raskrižja su ona s Avenijom Većeslava Holjevca i  Ulicom Savezne Republike Njemačke. Kao glavna prometnica istok-zapad Novog Zagreba, dnevno njome putuje više od 40.000 putnika.
Avenija je izgrađena 1950-ih godina kao dio plana za stambeno naselje Novi Zagreb. Više-manje ju je omeđivao južni rub Zagrebačkog velesajma, čija je realizacija prethodila izgradnji stambenih naselja. U zapadnom dijelu, za vrijeme postojanja socijalističke Jugoslavije, zvala se Avenija Borisa Kidriča, a u istočnom dijelu zvala se Avenija VIII. partijske konferencije.

## Građevine
Više paviljona u kojima se održava Zagrebački velesajam nalaze se na Aveniji Dubrovnik. Također, zgrada Prve gimnazije otvorena je na Aveniji Dubrovnik broj 36 krajem prosinca 1993. godine. Kod raskrižja s Avenijom Vječeslava Holjevca na broju 16, u ljeto 2007. godine, koncem kolovoza otvoren je trgovački kompleks Avenue Mall s robnim kućama i buticima s poznatim robnim markama, restoranima i kinom. Krajem 2009. godine na Aveniji Dubrovnik 17 otvorena je nova zgrada Muzeja suvremene umjetnosti. U studenom 2016. godine na sjeverozapadnoj strani raskrižja sa Stonskom ulicom otvoren je supermarket Kaufland - Središće.

## Galerija
- Avenue Mall i raskrižje s Avenijom Vječeslava Holjevca
- Avenija Dubrovnik kod Sopota
- Skretanje za Sopot
- Avenue Mall na Aveniji Dubrovnik

## Vanjske poveznice
|  | Zajednički poslužitelj ima još gradiva o temi Avenija Dubrovnik |

45°46′38″N 15°58′21″E / 45.77722°N 15.97250°E